# François Cevert
Albert François Cévert, född 25 februari 1944 i Paris, 
död 6 oktober 1973 i Watkins Glen i USA, var en fransk racerförare.  
Cévert tävlade i formel 1 i början av 1970-talet. Han kom som bäst trea i formel 1-VM 1971. Cévert omkom under tidsträningen inför USA:s Grand Prix 1973 på Watkins Glen, på samma bana som han tidigare vunnit sitt enda grand prix-lopp.

## F1-karriär
| Säsong                | Stall/Tillverkare     | Placering             | Lopp | Poäng | Etta | Tvåa | Trea | Pole | Varv |
| --------------------- | --------------------- | --------------------- | ---- | ----- | ---- | ---- | ---- | ---- | ---- |
| 1970                  | Tyrell (March-Ford)   | 24                    | 9    | 1     |      |      |      |      |      |
| 1971                  | Tyrrell-Ford          | 3                     | 11   | 26    | 1    | 2    | 1    |      | 1    |
| 1972                  | Tyrrell-Ford          | 6                     | 12   | 15    |      | 2    |      |      |      |
| 1973                  | Tyrrell-Ford          | 4                     | 15   | 47    |      | 6    | 1    |      | 1    |
| Sammanlagt 4 säsonger | Sammanlagt 4 säsonger | Sammanlagt 4 säsonger | 47   | 89    | 1    | 10   | 2    | 0    | 2    |

| 1. Frankrike 1971 2. Tyskland 1971 3. Belgien 1972 4. USA 1972 5. Argentina 1973 6. Spanien 1973 7. Belgien 1973 8. Frankrike 1973 9. Nederländerna 1973 10. Tyskland 1973 |

| 1. Italien 1971 2. Sverige 1973 |